# Tanja Ribič

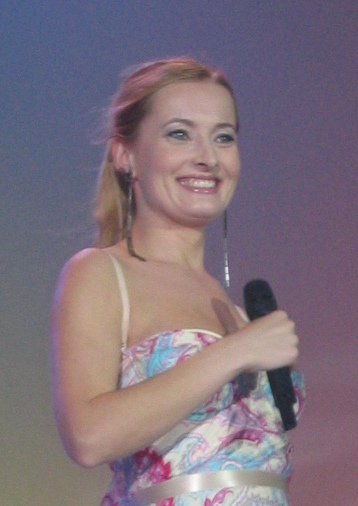
Tanja Ribič (2004)

Tanja Ribič (* 28. Juni 1968 in Trbovlje, SFR Jugoslawien) ist eine slowenische Sängerin und Schauspielerin.

## Leben und Wirken
Sie vertrat Slowenien beim Eurovision Song Contest 1997. Ihr Song Zbudi Se (dt.: Wach auf) erreichte einen 10. Platz, das drittbeste Ergebnis Sloweniens bisher.
Sie ist verheiratet mit dem bosnischen Schauspieler und Regisseur Branko Đurić.